# تور میلکی میلکی میلک
تور میلکی میلکی میلک (انگلیسی: Milky Milky Milk Tour) (که در ابتدا تور مایلی سایرس و حیوانات خانگی مرده‌اش نامیده می‌شد) پنجمین تور کنسرت توسط خواننده اهل ایالات متحده آمریکا مایلی سایرس بود، که برای پشتیبانی از پنجمین آلبوم استودیویی خود، مایلی سایرس و حیوانات خانگی مرده‌اش (۲۰۱۵) راه اندازی شد. سایرس در این تور محدود از هشت شهر در آمریکای شمالی بازدید کرد. در طول اجراهای تور فلیمینگ لیپز و دن دیکن به او پیوستند.

## زمینه و توسعه
سایرس پس از حضور در پخش زنده شنبه شب، تور را در ۳ اکتبر ۲۰۱۵ از طریق حساب اینستاگرام خود اعلام کرد و افزود که بلیط این تور در ۷ اکتبر ۲۰۱۵ به فروش می‌رسد. لایو نیشن تور را تبلیغ کرد. در ۴ نوامبر ۲۰۱۵، سایرس دو تاریخ تور اضافی را در ونکوور، بریتیش کلمبیا، کانادا و لس آنجلس اعلام کرد. وی همچنین اعلام کرد که این تور به نام تور میلکی میلکی میلک تغییر نام داده‌است.

## تاریخ‌های تور
| تاریخ     | شهر              | کشور                | محل                     |
| --------- | ---------------- | ------------------- | ----------------------- |
| ۱۹ نوامبر | شیکاگو           | ایالات متحده آمریکا | Riviera Theatre         |
| ۲۱ نوامبر | دیترویت          | ایالات متحده آمریکا | The Fillmore Detroit    |
| ۲۷ نوامبر | واشینگتن، دی.سی. | ایالات متحده آمریکا | Echostage               |
| ۲۸ نوامبر | نیویورک          | ایالات متحده آمریکا | Terminal 5              |
| ۵ دسامبر  | فیلادلفیا        | ایالات متحده آمریکا | Electric Factory        |
| ۶ دسامبر  | بوستون           | ایالات متحده آمریکا | House of Blues          |
| ۱۴ دسامبر | ونکوور           | کانادا              | Queen Elizabeth Theatre |
| ۱۹ دسامبر | لس آنجلس         | ایالات متحده آمریکا | Wiltern Theatre         |

| محل          | شهر    | بلیط‌های فروخته‌شده / موجود | درآمد ناخالص |
| ------------ | ------ | ------------------------- | ------------ |
| هاوس آو بلوز | بوستون | ۲٬۴۳۶ / ۲٬۵۵۳ (۹۵٪)       | ۱۶۹٫۲۱۸ دلار |